# Prochoerodes incurvata
Prochoerodes incurvata là một loài bướm đêm trong họ Geometridae.